# Helmer Svedberg
Olof Helmer Svedberg (ur. 21 czerwca 1899 w Hagalund, zm. 30 kwietnia 1931 w Sztokholmie) – szwedzki piłkarz występujący na pozycji pomocnika, reprezentant Szwecji w latach 1919-1922.

## Kariera klubowa
Grę w piłkę nożną rozpoczął w drużynie Baltic Fotboll. W 1917 roku został graczem AIK Fotboll i rozpoczął występy w Svenska Serien. Ze względu na skromne warunki fizyczne otrzymał przydomek „Pysen” (szw. chłopczyk, chłopaczek). W 1924 roku AIK wszedł w skład nowo powstałej Allsvenskan. Svedberg zadebiutował w niej 3 sierpnia 1924 w wygranym 5:1 meczu z Västerås IK, w którym zdobył bramkę po asyście Pera Kaufeldta. Przez trzy kolejne sezony rozegrał on na poziomie szwedzkiej ekstraklasy 40 spotkań w których strzelił 6 goli. W 1926 roku zakończył grę w piłkę nożną.

## Kariera reprezentacyjna
29 maja 1919 zadebiutował w reprezentacji Szwecji w wygranym 1:0 meczu towarzyskim z Finlandią w Sztokholmie, w którym zdobył bramkę z rzutu karnego. Ogółem w latach 1919-1922 zaliczył on w drużynie narodowej 6 spotkań w których strzelił 4 gole.

## Życie prywatne
Syn Pellasa Erika Erssona Svedberga i Brity Svedberg z d. Olsdotter. Miał siedmioro rodzeństwa. Jego brat Evert również był piłkarzem występującym w AIK Fotboll. Poślubił Kerstin z którą miał syna Olle (1923-1973). Pracował jako magazynier i murarz. Zmarł w 1931 roku w wieku 31 lat.